# Mołdawica (gmina)
Mołdawica (rum. Moldovița) – gmina w Rumunii, w okręgu Suczawa. Obejmuje miejscowości Argel, Demăcușa, Mołdawica i Rașca. W 2011 roku liczyła 4970 mieszkańców.

## Współpraca
Miejscowość partnerska:
- Kruibeke, Belgia